# Ernst Mattern (Offizier)
Ernst Mattern (* 1. Mai 1890 in Königsberg; † 16. September 1962) war ein deutscher Offizier, zuletzt Generalmajor im Zweiten Weltkrieg. 

## Leben
Mattern trat im Alter von 15 Jahren am 28. Dezember 1903 in die Unteroffiziers Vorschule der Preußischen Armee in Bartenstein ein. Am 1. Oktober 1909 trat er ins Garde-Grenadier-Regiment Nr. 5 ein. Er nahm am Ersten Weltkrieg teil. Er wurde am 10. Dezember 1919 verabschiedet. Zu Abschied erhielt den Charakter bzw. Ehrenrang Leutnant.
Er wurde Polizeioffizier und versah bis 1935 seinen Polizeidienst. Am 1. Oktober 1935 wurde er als Major in der Wehrmacht übernommen. Am 1. Mai 1937 wurde er Kommandeur des II. Bataillons vom Infanterieregiment 28. Am 1. September 1937 wurde er zum Oberstleutnant befördert. Zu Kriegsbeginn war er noch Kommandeur des II. Bataillons vom Infanterieregiment 28. Danach führte er zwei verschiedene Bataillone. Am 1. Juli 1940 erfolgte die Beförderung zum Oberst. Von November 1941 bis März 1942 war er Kommandeur des Infanterieregiments 208. Mattern wirkte ab dem 1. November 1943 als Kommandant vom Truppenübungsplatz Warthelager. Die Beförderung zum Generalmajor erfolgte am 1. Januar 1944. Am 1. November 1944 wurde er zum Kommandanten der Festung Posen ernannt. Am 23. Februar 1945 mit der Kapitulation der letzten Verteidiger kam er in sowjetische Kriegsgefangenschaft.